# Wapen van Weststellingwerf

Het wapen van de gemeente Weststellingwerf

Het wapen van Weststellingwerf is het gemeentelijke wapen van de Friese gemeente Weststellingwerf. Het is afgeleid van het wapen van Stellingwerf, het gebied waar Weststellingwerf en Ooststellingwerf uit voort zijn gekomen. De gemeente kreeg op 25 maart 1818 bij Koninklijk Besluit bericht dat het wapen in gebruik vastgesteld werd. Vaststelling houdt in dat het wapen voordien al gebruikt werd en dat de Hoge Raad van Adel, die over toekenning gaat, het wapen namens de koning in gebruik bevestigde.
De griffioen kan op verschillende manieren afgebeeld worden, meestal van opzij. De staart van de griffioen wordt soms tussen de benen en soms opgeheven afgebeeld. Wel kijkt de griffioen altijd naar achteren en heeft hij tussen de voor- en achterpoten een rode bal met een zilveren vijfpuntige ster.

## Geschiedenis
Het wapen van Stellingwerf is ontstaan in de 14e eeuw, in die tijd scheidde Stellingwerf zich af van het Oversticht, onderdeel van het Sticht Utrecht. Stellingwerf hoorde tot dat moment niet bij Friesland, maar bij de regio dat later Drenthe zou worden. In 1350 werd een zegel gebruikt met daarop een onduidelijk dier. Net als op het huidige wapen staat voor het dier een cirkel of bal met daarop een vijfpuntige ster. Sinds 1504 is Stellingwerf onderdeel van Friesland, maar wel opgedeeld in twee aparte grietenijen: Oost- en Weststellingwerf. Het wapen van Stellingwerf, op dat moment nog steeds een niet herkenbaar dier, ging over naar Ooststellingwerf en Weststellingerf kreeg het huidige wapen.

## Blazoen
De beschrijving van het wapen luidt als volgt:
Van zilver beladen met een griffioen van keel, het hoofd achterwaarts dragende, hebbende tusschen de voor- en achterpooten een roode bal, beladen met een vijfpuntige ster van zilver.
Het wapen bestaat uit een zilveren schild met daarop een rode griffioen. De griffioen loopt naar rechts (voor de kijker links) en kijkt naar achteren. Tussen zijn voor- en achterpoten is een rode bal geplaatst met daarop een zilveren vijfpuntige ster. In het blazoen staat niet vermeld dat het wapen gekroond wordt door een kroon van drie bladeren met daartussen twee parels.

## Vergelijkbare wapens

Het wapen van Ooststellingwerf
Het wapen van Groote Veenpolder in Weststellingwerf